# María del Carmen Hernández Bento
María del Carmen Hernández Bento (Las Palmas de Gran Canaria, 7 de juliol de 1963) és una política espanyola, diputada pel Partit Popular al Congrés durant la XII legislatura i senadora durant la XI legislatura.

## Biografia
Llicenciada en Ciències Físiques, especialitat en Física de l'Aire i Geofísica, per la Universitat Complutense de Madrid, és funcionària de carrera del cos de professors d'ensenyament secundari. En l'àmbit polític, entre 2003 i 2005 va ser directora general de Serveis Socials del Govern de Canàries, entre 2005 i 2007 directora insular d'Assumptes Socials del Cabildo de Gran Canària, entre 2007 i 2009 viceconsellera de Turisme del Govern de Canàries i entre 2009 i 2010 directora general del Gabinet d'Estudis de la Vicepresidència del Govern de Canàries.
En 2011 va ser primera tinent d'alcalde de l'Ajuntament de Las Palmas de Gran Canària, portaveu i regidora d'Urbanisme. Entre 2011 i 2015 va ser delegada del govern a Canàries. Durant la XI legislatura, entre 2015 i 2016, va ser senadora i des de 2016 és diputada per Las Palmas al Congrés.